# Paul Torres
Paul Torres, född 29 oktober 1991, är en amerikansk-venezuelansk före detta fotbollsspelare som numera är tränare.

## Biografi
Torres föddes i Caracas, Venezuela av venezuelanska föräldrar, men flyttade som liten till Bethesda, Maryland, en förort till Washington, D.C.. Som junior var han en del av D.C. Uniteds akademi. Torres spelade collegefotboll i Maryland Terrapins, men lämnade universitetet 2011 för att pröva lyckan i Finland. Han trivdes aldrig i Finland utan hamnade så småningom i Sverige och Nyköpings BIS i Division 1. Efter ett provspel hos Superettanklubben Landskrona BoIS blev Torres klar för klubben.